# Mihail Marin
Mihail Marin (ur. 21 kwietnia 1965) – rumuński szachista, arcymistrz od 1993 roku.

## Kariera szachowa
W latach 1988, 1994 oraz 1999 trzykrotnie zdobył tytuł indywidualnego mistrza Rumunii. Dwukrotnie wziął udział w turniejach międzystrefowych (eliminacji mistrzostw świata): w Sziraku (1987, XI miejsce) oraz Manili (1990, XXXV miejsce). W 2005 był sekundantem Judit Polgár w czasie turnieju o mistrzostwo świata w San Luis.
Od roku 1988 jest podstawowym zawodnikiem reprezentacji Rumunii. Do 2006 roku wystąpił we wszystkich 10 szachowych olimpiadach, w roku 1988 zdobywając brązowy medal za indywidualny wynik na III szachownicy. W latach 1989–1999 wystąpił również trzykrotnie na drużynowych mistrzostwach Europy. W 1989 zdobył indywidualny brązowy medal za rezultat na III szachownicy.
Odniósł wiele sukcesów w turniejach międzynarodowych, zwyciężając bądź dzieląc I miejsca m.in. w
- Manresie (1993, m.in. z Constantinem Ionescu i Mihai Șubą),
- Sitges (1994, z Marinusem Kuijfem),
- Badalonie (1995),
- Andorze – dwukrotnie (1995, z Lwem Psachisem, Walterem Arencibią, Vlastimilem Jansą i Antonio Antunesem oraz 1997, samodzielnie),
- Benasque (1997, z Bojanem Kurajicą, Anthony Milesem, Aleksiejem Kuźminem(inne języki) i Aleksandrem Delczewem),
- Bukareszcie – dwukrotnie (1998 oraz 1999, memoriały Victora Ciocaltei),
- Göteborgu (2000, z Jurijem Jakowiczem),
- Cannes (2002),
- Solsonie (2004),
- Gałaczu (2006, z Viorelem Iordăchescu i Vasile Sanduleacem),
- Banyoles (2007, z Jose Gonzalezem Garcią, Renierem Gonzalezem i Lewanem Aroszidze),
- Reykjaviku (2009, z Jurijem Kryworuczko, Héðinnem Steingrímssonem i Hannesem Stefánssonem).

Najwyższy ranking w dotychczasowej karierze osiągnął 1 września 2009 r., z wynikiem 2616 punktów zajmował wówczas 3. miejsce wśród rumuńskich szachistów.
Jest stałym współpracownikiem wydawnictwa ChessBase, dla którego wydał opracowania debiutowe poświęcone partii angielskiej oraz katalońskiej. Jest również autorem książek Secrets of Chess Defence, Secrets of Attacking Chess oraz Learn from the Legends.